# Villa Cerro Castillo (Aysén)
Villa Cerro Castillo es una localidad chilena ubicada en la comuna de Río Ibáñez, Provincia General Carrera, Región de Aysén del General Carlos Ibáñez del Campo. Fue fundada en 1966 en las cercanías del Cerro Castillo, macizo de 2675 metros de altitud y del cual deriva su nombre.
Es un centro de producción ganadera de la zona, principalmente ovina. En los últimos años, debido a su ubicación sobre la Carretera Austral, se ha convertido en un centro de abastecimiento para las excursiones turísticas que van desde Coyhaique, la capital regional, hacia el cercano Parque nacional Cerro Castillo o lugares más remotos como la Capilla de Mármol, Cochrane o Caleta Tortel. Se ha convertido también en un importante polo de turismo cultural, dedicado principalmente a la recuperación y exhibición de las costumbres tradicionales del gaucho aysenino. Destaca el Encuentro Costumbrista “Rescatando Tradiciones”, único en su tipo en la región de Aysén y que se realiza todos los meses de enero.
En las cercanías de la villa se encuentra el sitio arqueológico Paredón de las manos.

## Medios de comunicación

### Radioemisoras

#### FM
- 91.9 MHz - Radio Aluen Luz De Luna

Radios Online
- Radio Aluen Luz De Luna [1]

### Televisión

#### TDT
Canales de televisión en señal abierta digital (TVD) con dial definitiva, aunque sin iniciar las transmisiones en el sector, las cuales son:
- 13.1 - Canal 13 HD
- 13.2 - T13 En Vivo
- 13.31 - Canal 13 One Seg